# Skånsø
Skånsø  er en lille lobeliesø med  et areal på  12,5 ha, i Holstebro Kommune, omkring 5 km nordøst for Vinderup, kun få km nordvest for de store naturområder ved Flyndersø.
Den  er dannet i et dødishul og det topografiske
opland er kun ca. 110 hektar, domineret af plantage samt våd og tør hede samt mindre arealer med tørvelavning. Søen har ingen til- eller afløb, men ligger i oplandet til Smalle Å, som løber til Sønder Lem Vig. Søen var indtil 2007 put and take sø. Søen er en lobeliesø med god vandkvalitet med en for typen karakteristisk vegetation med   flere sjældne arter. Området omkring Skånsø rummer flere mindre partier med tørvelavninger med forekomster af karakteristiske arter som Liden Ulvefod og Soldug.
Fiskebestanden var i 2009  domineret af gedde og aborre. Derudover
blev der fanget rudskalle og skalle, men hverken regnbueørred eller bækørred, som har været der tidligere.
Den er en del af Natura 2000-område nr. 61 Skånsø og Tranemose.

## Eksterne kilder og henvisninger
- Om Natura 2000-planen Arkiveret 12. maj 2014 hos  Wayback Machine på Naturstyrelsens websider
- Basisanalysen for Natura 2000-planen 2016-21

|  | Denne artikel om lokaliteten Skånsø kan blive bedre, hvis der indsættes et (bedre) billede. Du kan hjælpe ved at afsøge Wikimedia Commons for et passende billede eller lægge et op på Wikimedia Commons med en af de tilladte licenser og indsætte det i artiklen. |

56°30′34.75″N 8°49′41.83″Ø / 56.5096528°N 8.8282861°Ø